# Államok vezetőinek listája 1955-ben
Ezen az oldalon az 1955-ben fennálló államok vezetőinek névsora olvasható földrészek, majd országok szerinti bontásban.

## Európa
- Albánia (népköztársaság)
  - A kommunista párt főtitkára – Enver Hoxha (1944–1985)
  - Államfő – Haxhi Lleshi (1953–1982), lista
  - Kormányfő – Mehmet Shehu (1954–1981), lista
- Andorra (parlamentáris társhercegség)
  - Társhercegek
    - Francia társherceg – René Coty (1954–1959), lista
    - Episzkopális társherceg – Ramon Iglesias i Navarri (1943–1969), lista
- Ausztria (szövetségi köztársaság)
- A Szövetségesek által megszállt Ausztria 1955. május 15-én nyerte vissza függetlenségét.
  - Államfő – Theodor Körner (1951–1957), lista
  - Kancellár – Julius Raab (1953–1961), szövetségi kancellár lista
- Belgium (parlamentáris monarchia)
  - Uralkodó – I. Baldvin király (1951–1993)
  - Kormányfő – Achille Van Acker (1954–1958), lista
- Bulgária (népköztársaság)
  - A kommunista párt vezetője – Todor Zsivkov (1954–1989), a Bolgár Kommunista Párt főtitkára
  - Államfő – Georgi Damianov (1950–1958), lista
  - Kormányfő – Vulko Cservenkov (1950–1956), lista
- Csehszlovákia (népköztársaság)
  - A kommunista párt vezetője – Antonín Novotný (1953–1968), a Csehszlovák Kommunista Párt főtitkára
  - Államfő – Antonín Zápotocký (1953–1957), lista
  - Kormányfő – Viliam Široký (1953–1963), lista
- Dánia (parlamentáris monarchia)
  - Uralkodó – IX. Frigyes király (1947–1972)
  - Kormányfő –
    1. Hans Hedtoft (1953–1955)
    2. H. C. Hansen (1955–1960), lista

  -  Feröer
    - Kormányfő – Kristian Djurhuus (1950–1959), lista
- Egyesült Királyság (parlamentáris monarchia)
  - Uralkodó – II. Erzsébet Nagy-Britannia királynője (1952–2022)
  - Kormányfő –
    1. Sir Winston Churchill (1951–1955)
    2. Sir Anthony Eden (1955–1957), lista
- Finnország (köztársaság)
  - Államfő – Juho Kusti Paasikivi (1946–1956), lista
  - Kormányfő – Urho Kekkonen (1954–1956), lista
  -  Åland –
    - Kormányfő –
      1. Viktor Strandfält (1938–1955)
      2. Hugo Johansson (1955–1967)
- Franciaország (köztársaság)
  - Államfő – René Coty (1954–1959), lista
  - Kormányfő –
    1. Pierre Mendès France (1954–1955)
    2. Christian Pineau (1955), ügyvivő
    3. Edgar Faure (1955–1956), lista
- Görögország (monarchia)
  - Uralkodó – Pál király (1947–1964)
  - Kormányfő –
    1. Alexandrosz Papagosz (1952–1955)
    2. Sztephanosz Sztephanopulosz (1955), ügyvivő
    3. Konsztantinosz Karamanlisz (1955–1958), lista
- Hollandia (parlamentáris monarchia)
  - Uralkodó – Julianna királynő (1948–1980)
  - Miniszterelnök – Willem Drees (1948–1958), lista
- Izland (köztársaság)
  - Államfő – Ásgeir Ásgeirsson (1952–1968), lista
  - Kormányfő – Ólafur Thors (1953–1956), lista
- Írország (köztársaság)
  - Államfő – Seán T. O'Kelly (1945–1959), lista
  - Kormányfő – John A. Costello (1954–1957), lista
- Jugoszlávia (népköztársaság)
  - A kommunista párt vezetője – Josip Broz Tito (1936–1980), a Jugoszláv Kommunista Liga Elnökségének elnöke
  - Államfő – Josip Broz Tito (1953–1980), Jugoszlávia Elnöksége elnöke, lista
  - Kormányfő – Josip Broz Tito (1943–1963), lista
- Lengyelország (népköztársaság)
  - A kommunista párt vezetője – Bolesław Bierut (1948–1956), a Lengyel Egyesült Munkáspárt KB első titkára
  - Államfő – Aleksander Zawadzki (1952–1964), lista
  - Kormányfő – Józef Cyrankiewicz (1954–1970), lista
- Liechtenstein
  - Uralkodó – II. Ferenc József herceg (1938–1989)
  - Kormányfő – Alexander Frick (1945–1962), lista
- Luxemburg (parlamentáris monarchia)
  - Uralkodó – Sarolta nagyherceg (1919–1964)[1]
  - Kormányfő – Joseph Bech (1953–1958), lista
- Magyarország (népköztársaság)
  - A kommunista párt vezetője – Rákosi Mátyás, (1945–1956), a Magyar Szocialista Munkáspárt első titkára
  - Államfő – Dobi István (1952–1967), az Elnöki Tanács elnöke, lista
  - Kormányfő –
    1. Nagy Imre (1953–1955)
    2. Hegedűs András (1955–1956), lista
- Monaco
  - Uralkodó – III. Rainier herceg (1949–2005)
  - Államminiszter – Henry Soum (1953–1959), lista
- NDK (Német Demokratikus Köztársaság) (népköztársaság)
  - A kommunista párt vezetője – Walter Ulbricht (1950–1971), a Német Szocialista Egységpárt főtitkára
  - Államfő – Wilhelm Pieck (1949–1960), az NDK Államtanácsának elnöke
  - Kormányfő – Otto Grotewohl (1949–1964), az NDK Minisztertanácsának elnöke
- NSZK (Német Szövetségi Köztársaság) (szövetségi köztársaság)
  - Államfő – Theodor Heuss (1949–1959), lista
  - Kancellár – Konrad Adenauer (1949–1963), lista
- Norvégia (parlamentáris monarchia)
  - Uralkodó – VII. Haakon király (1905–1957)
  - Kormányfő –
    1. Oscar Torp (1951–1955)
    2. Einar Gerhardsen (1955–1963), lista
- Olaszország (köztársaság)
  - Államfő –
    1. Luigi Einaudi (1948–1955)
    2. Giovanni Gronchi (1955–1962), lista

  - Kormányfő –
    1. Mario Scelba (1954–1955)
    2. Antonio Segni (1955–1957), lista
- Portugália (köztársaság)
  - Államfő – Francisco Craveiro Lopes (1951–1958), lista
  - Kormányfő – António de Oliveira Salazar (1933–1968), lista
- Románia (népköztársaság)
  - A kommunista párt vezetője –
    1. Gheorghe Apostol (1954–1955)
    2. Gheorghe Gheorghiu-Dej (1955–1965), a Román Kommunista Párt főtitkára

  - Államfő – Petru Groza (1952–1958), lista
  - Kormányfő –
    1. Gheorghe Gheorghiu-Dej (1952–1955)
    2. Chivu Stoica (1955–1961), lista
- San Marino (köztársaság)
  - San Marino régenskapitányai:
    1. Agostino Giacomini és Luigi Montironi (1954–1955)
    2. Domenico Forcellini és Vittorio Meloni (1955)
    3. Primo Bugli és Giuseppe Maiani (1955–1956), régenskapitányok
- Spanyolország (totalitárius állam)
  - Államfő – Francisco Franco (1936–1975)
  - Kormányfő – Francisco Franco (1938–1973), lista
- Svájc (konföderáció)
  - Szövetségi Tanács:[2]
Philipp Etter (1934–1959), Max Petitpierre (1944–1961), elnök, Markus Feldmann (1951–1958), Hans Streuli (1953–1959), Paul Chaudet (1954–1966), Giuseppe Lepori (1954–1959), Thomas Holenstein (1955–1959)
- Svédország (parlamentáris monarchia)
  - Uralkodó – VI. Gusztáv Adolf király (1950–1973)
  - Kormányfő – Tage Erlander (1946–1969), lista
- Szovjetunió (szövetségi népköztársaság)
  - A kommunista párt vezetője – Nyikita Hruscsov (1953–1964), a Szovjetunió Kommunista Pártjának főtitkára
  - Államfő – Kliment Vorosilov (1953–1960), lista
  - Kormányfő –
    1. Georgij Malenkov (1953–1955)
    2. Nyikolaj Bulganyin (1955–1958), lista
- Vatikán (abszolút monarchia)
  - Uralkodó – XII. Piusz pápa (1939–1958)
  - Államtitkár – Nicola Canali bíboros (1939–1961), lista
  - Apostoli Szentszék – Domenico Tardini bíboros (1952–1961), lista

## Afrika
- Dél-afrikai Unió (monarchia)
  - Uralkodó – II. Erzsébet Dél-Afrika királynője (1952–1961)
  - Főkormányzó – Ernest George Jansen (1951–1959), lista
  - Kormányfő – Johannes Gerhardus Strijdom (1954–1958), lista
- Egyiptom (köztársaság)
  - Államfő - Gamal Abden-Nasszer (1954–1970),[3] lista
  - Kormányfő - Gamal Abden-Nasszer (1954–1962),[4] lista
- Etiópia (monarchia)
  - Uralkodó – Hailé Szelasszié császár (1930–1974)[5]
  - Miniszterelnök – Makonnen Endelkacsu (1942–1957), lista
- Libéria (köztársaság)
  - Államfő – William Tubman (1944–1971), lista
- Líbia (monarchia)
  - Uralkodó – I. Idrisz király (1951–1969)
  - Kormányfő – Musztafa Ben Halim (1954–1957), lista

## Dél-Amerika
- Argentína (köztársaság)
  - Államfő –
    1. Juan Domingo Perón (1946–1955)
    2. José Domingo Molina Gómez (1955), az argentin Junta elnöke
    3. Eduardo Lonardi (1955)
    4. Pedro Eugenio Aramburu (1955–1958), lista
- Bolívia (köztársaság)
  - Államfő – Víctor Paz Estenssoro (1952–1956), lista
- Brazília (köztársaság)
  - Államfő –
    1. Café Filho (1954–1955)
    2. Carlos Luz (1955), ügyvivő
    3. Nereu Ramos (1955–1956), ügyvivő, lista
- Chile (köztársaság)
  - Államfő – Carlos Ibáñez del Campo (1952–1958), lista
- Ecuador (köztársaság)
  - Államfő – José María Velasco Ibarra (1952–1956), lista
- Kolumbia (köztársaság)
  - Államfő – Gustavo Rojas Pinilla (1953–1957), lista
- Paraguay (köztársaság)
  - Államfő – Alfredo Stroessner (1954–1989), lista
- Peru (köztársaság)
  - Államfő – Manuel A. Odría (1950–1956), lista
  - Kormányfő – Roque Augusto Saldías Maninat (1954–1956), lista
- Uruguay (köztársaság)
  - Államfő –
    1. Andrés Martínez Trueba (1951–1955)
    2. Luis Batlle Berres (1955–1956), lista
- Venezuela (köztársaság)
  - Államfő – Marcos Pérez Jiménez (1952–1958), lista

## Észak- és Közép-Amerika
- Amerikai Egyesült Államok (köztársaság)
  - Államfő – Dwight D. Eisenhower (1953–1961), lista
- Costa Rica (köztársaság)
  - Államfő – José Figueres Ferrer (1953–1958), lista
- Dominikai Köztársaság (köztársaság)
  - De facto országvezető – Rafael Trujillo Molina (1930–1961)
  - Államfő – Héctor Trujillo (1952–1960), lista
- Salvador (köztársaság)
  - Államfő – Óscar Osorio (1950–1956), lista
- Guatemala (köztársaság)
  - Államfő – Carlos Castillo Armas (1954–1957), lista
- Haiti (köztársaság)
  - Államfő – Paul Magloire (1950–1956), lista
- Honduras (köztársaság)
  - Államfő – Julio Lozano Díaz (1954–1956), lista
- Kanada (parlamentáris monarchia)
  - Uralkodó – II. Erzsébet királynő, Kanada királynője, (1952–2022)
  - Főkormányzó – Vincent Massey (1952–1959), lista
  - Kormányfő – Louis St. Laurent (1948–1957), lista
- Kuba (népköztársaság)
  - Államfő – Fulgencio Batista (1952–1959), lista
  - Miniszterelnök –
    1. Andrés Domingo y Morales del Castillo (1954–1955), ügyvivő
    2. Jorge García Montes (1955–1957), lista
- Mexikó (köztársaság)
  - Államfő – Adolfo Ruiz Cortines (1952–1958), lista
- Nicaragua (köztársaság)
  - Államfő – Anastasio Somoza (1950–1956), lista
- Panama (köztársaság)
  - Államfő –
    1. José Antonio Remón Cantera (1952–1955)
    2. José Ramón Guizado (1955)
    3. Ricardo Arias (1955–1956), lista

## Ázsia
- Afganisztán (köztársaság)
  - Uralkodó – Mohamed Zahir király (1933–1973)
  - Kormányfő – Mohammed Daúd Khan (1953–1963), lista
- Bhután (abszolút monarchia)
  - Uralkodó – Dzsigme Dordzsi Vangcsuk király (1952–1972)
  - Kormányfő – Dzsigme Palden Dordzsi (1952–1964), lista
- Burma (köztársaság)
  - Államfő – Ba U (1952–1957), lista
  - Kormányfő – U Nu (1948–1956), lista
- Ceylon (alkotmányos monarchia)
  - Uralkodó – II. Erzsébet, Ceylon királynője (1952–1972)
  - Főkormányzó – Sir Oliver Ernest Goonetilleke (1954–1962), lista
  - Kormányfő – Sir John Kotelawala (1953–1956), lista
- Fülöp-szigetek (köztársaság)
  - Államfő – Ramon Magsaysay (1953–1957), lista
- India (köztársaság)
  - Államfő – Radzsendra Praszad (1950–1962), lista
  - Kormányfő – Dzsaváharlál Nehru (1947–1964), lista
- Indonézia (köztársaság)
  - Államfő – Sukarno (1945–1967), lista
  - Kormányfő –
    1. Ali Sastroamidjojo (1953–1955)
    2. Burhanuddin Harahap (1955–1956), lista

  -  Indonézia Iszlám Állam (el nem ismert szakadár állam)
    - Vezető – Sekarmadji Maridjan Kartosuwirjo (1949–1962), imám
- Irak (monarchia)
  - Uralkodó – II. Fejszál iraki király (1939–1958)
  - Kormányfő – Nuri asz-Szaid (1954–1957), lista
- Irán (monarchia)
  - Uralkodó – Mohammad Reza Pahlavi sah (1941–1979)
  - Kormányfő –
    1. Fazlollah Zahedi (1953–1955)
    2. Hoszejn Alá (1955–1957), lista
- Izrael (köztársaság)
  - Államfő – Jichák Ben Cví (1952–1963), lista
  - Kormányfő –
    1. Mose Sarett (1954–1955)
    2. Dávid Ben-Gúrión (1955–1963), lista
- Japán (parlamentáris monarchia)
  - Uralkodó – Hirohito császár (1926–1989)
  - Kormányfő – Icsiró Hatojama (1954–1956), lista
- Jemen (monarchia)
  - Uralkodó –
    1. Ahmed bin Jahia király (1948–1955)
    2. Abdullah király (1955)
    3. Ahmed bin Jahia király (1955–1962)
- Jordánia (alkotmányos monarchia)
  - Uralkodó – Huszejn király (1952–1999)
  - Kormányfő –
    1. Taufík Abu al-Huda (1954–1955)
    2. Szaíd al-Mufti (1955)
    3. Hazza al-Madzsali (1955)
    4. Ibrahim Hasem (1955–1956), lista
- Kambodzsa (monarchia)
  - Uralkodó –
    1. Norodom Szihanuk herceg (1941–1955)[6]
    2. Norodom Szuramarit herceg (1955–1960), lista

  - Kormányfő –
    1. Penn Nuth (1954–1955)
    2. Leng Ngeth (1955)
    3. Norodom Szihanuk (1955–1956), lista
- Kína (népköztársaság)
  - A kommunista párt főtitkára – Mao Ce-tung (1935–1976), főtitkár
  - Államfő – Mao Ce-tung (1949–1959), lista
  - Kormányfő – Csou En-laj (1949–1976), lista
- Dél-Korea (köztársaság)
  - Államfő – Li Szin Man (1948–1960), lista
- Észak-Korea (népköztársaság)
  - A kommunista párt főtitkára – Kim Ir Szen (1948–1994), főtitkár, országvezető
  - Államfő – Kim Dubong (1947–1957),[7] Észak-Korea elnöke
  - Kormányfő – Kim Ir Szen (1948–1972), lista
- Laosz (monarchia)
  - Uralkodó – Sziszavangvong király (1946–1959)[8]
  - Kormányfő – Kataj Don Szaszorith (1954–1956), lista
- Libanon (köztársaság)
  - Államfő – Camille Chamoun (1952–1958), lista
  - Kormányfő –
    1. Szami asz-Szolh (1954–1955)
    2. Rasid Karami (1955–1956), lista
- Maszkat és Omán (abszolút monarchia)
  - Uralkodó – III. Szaid szultán (1932–1970)
- Mongólia (népköztársaság)
  - A kommunista párt vezetője – Dasiin Damba (1954–1958), Mongol Forradalmi Néppárt Központi Bizottságának főtitkára
  - Államfő – Dzsamcarangín Szambú (1954–1972), Mongólia Nagy Népi Hurálja Elnöksége elnöke, lista
  - Kormányfő – Jumdzságin Cedenbál (1952–1974), lista
- Nepál (alkotmányos monarchia)
  - Uralkodó –
    1. Tribhuvan király (1951–1955)
    2. Mahendra király (1955–1972)

  - Kormányfő –
    1. Matrika Praszad Koirala (1953–1955)
    2. Mahendra (1955–1956), lista
- Pakisztán (monarchia)
  - Uralkodó – II. Erzsébet Pakisztán királynője (1952–1956)
  - Főkormányzó –
    1. Malik Ghulam Muhammad (1951–1955)
    2. Iskander Mirza (1955–1956)

  - Kormányfő –
    1. Muhammad Ali Bogra (1953–1955)
    2. Csaudri Muhammad Ali (1955–1956), lista
- Szaúd-Arábia (abszolút monarchia)
  - Uralkodó – Szaúd király (1953–1964)
  - Kormányfő – Fejszál koronaherceg (1954–1960)
- Szíria (köztársaság)
  - Államfő –
    1. Hasim al-Atasszi (1954–1955)
    2. Sukri al-Kuvatli (1955–1958), lista

  - Kormányfő –
    1. Farisz al-Khúri (1954–1955)
    2. Szabri al-Asszali (1955)
    3. Szaid al-Gazzi (1955–1956), lista
- Tajvan (köztársaság)
  - Államfő – Csang Kaj-sek (1950–1975), lista
  - Kormányfő – Ju Hungcsun (1954–1958), lista
- Thaiföld (parlamentáris monarchia)
  - Uralkodó – Bhumibol Aduljadezs király (1946–2016)
  - Kormányfő – Plaek Phibunszongkhram (1948–1957), lista
- Törökország (köztársaság)
  - Államfő – Celal Bayar (1950–1960), lista
  - Kormányfő – Adnan Menderes (1950–1960), lista
- Dél-Vietnám
- Vietnam Állam 1955. október 26-án változtatta államformáját Vietnami Köztársaságra.
  - Államfő –
    1. Bảo Đại (1949–1955)
    2. Ngô Đình Diệm (1955–1963), lista

  - Kormányfő – Ngô Đình Diệm (1954–1955)
- Észak-Vietnam
  - A kommunista párt főtitkára – Trường Chinh (1941–1956), főtitkár
  - Államfő – Ho Si Minh (1945–1969), lista
  - Kormányfő –
    1. Ho Si Minh (1945–1955)
    2. Phạm Văn Đồng (1955–1987),[9] lista

## Óceánia
- Ausztrália (parlamentáris monarchia)
  - Uralkodó – II. Erzsébet királynő, Ausztrália királynője, (1952–2022)
  - Főkormányzó – Sir William Slim (1953–1960), lista
  - Kormányfő – Sir Robert Menzies (1949–1966), lista
- Új-Zéland (parlamentáris monarchia)
  - Uralkodó – II. Erzsébet királynő, Új-Zéland királynője (1952–2022)
  - Főkormányzó – Sir Willoughby Norrie (1952–1957), lista
  - Kormányfő – Sidney Holland (1949–1957), lista